# Venta Silurum
Venta Silurum est une cité romaine de la province de Bretagne. Chef-lieu de la civitas des Silures. Ces derniers formaient un peuple opposé aux Romains pendant la conquête romaine de la Grande-Bretagne. Battus vers 75 par le général romain Frontin, ils sont intégrés, de ce fait, à l'empire romain. La communauté se voit conférer le statut de civitas dans un second temps, à l'époque antonine probablement. Le site de Venta Silurum, construit à partir de cette époque, se situe dans le village actuel de Caerwent, dans le sud-est du pays de Galles. Avec Moridunum (Carmarthen), elle est l'une des deux seules cités romaines connues sur le territoire gallois.

## Toponymie
Le site est mentionné dans plusieurs sources cartographiques et géographiques antiques : il est ainsi nommé Venta Silurum dans l'Itinéraire d'Antonin et Ventaslurum dans la Cosmographie de Ravenne. Le nom de la communauté urbaine et politique des Silures est en outre régulièrement attestée dans les stèles inscrites en latin découvertes sur le site. 

## Histoire

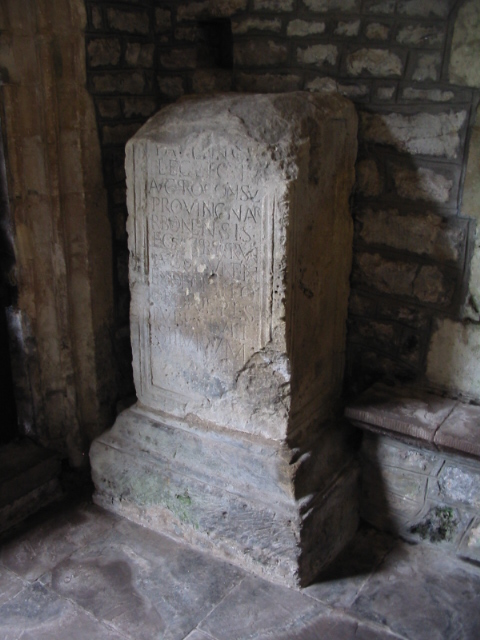
L'inscription en l'honneur de Tiberius Claudius Paulinus, général romain et important gouverneur du début du IIIe s. de notre ère. Elle mentionne notamment le nom des Silures en tant que communauté civique à l'origine de cette stèle. (AE 1903, 232 = AE 1904, 31 = AE 2014, 1047 = RIB 1, 311)

La conquête romaine de la Grande-Bretagne commence en 43. Les légions romaines sont rapidement confrontées à l'hostilité des Silures, peuple occupant le sud-est de l'actuel pays de Galles. Menés dans un premier temps par Caratacos, ils attaquent les Romains à plusieurs reprises entre 47 et 52. Ils ne sont vaincus pour de bon que vers 75 par le gouverneur Frontin. C'est à cette même date que remontent les plus anciennes traces d'infrastructures et d'occupations romaines retrouvées à Caerwent, où s'établit progressivement une ville dont le plan reprend celui d'un campement légionnaire, probablement entourée d'un rempart de terre et de bois.
Son statut de civitas, prestigieux et permettant d'installer un conseil municipal en bonne et due forme, est cependant plus tardif et pourrait dater du règne d'Hadrien. La visite de l'empereur en Bretagne, en 121-122, coïncide avec le redéploiement de plusieurs légions vers le nord et le mur d'Hadrien en voie de construction ; la création d'autorités civiles s'impose pour remplacer le régime d'occupation militaire en place jusqu'alors, ainsi que pour récompenser les nombreuses petites communautés urbaines qui depuis les campagnes de l'époque flavienne ont largement accepté l'autorité romaine dans la zone et joué le jeu de la romanité.
Une inscription latine gravée peu avant 220 et commémorant un certain Tiberius Claudius Paulinus (en), ancien légat de la Legio II Augusta, mentionne en toutes lettres la civitas Silurum (AE 1903, 232 = AE 1904, 31 = AE 2014, 1047 = RIB 1, 311), attestant avec certitude de son statut au début du IIIe s. et au cours de l'époque sévérienne.
L'enceinte de pierre qui entoure la ville est édifiée vers 260, vraisemblablement sur l'emplacement d'un rempart en motte de gazon antérieur. Cette enceinte en pierre est renforcée vers 369. À son apogée, le coeur urbain de Venta Silurum compte peut-être 3 000 habitants. Elle est abandonnée au Ve siècle, mais la première partie de son nom subsiste dans celui du royaume de Gwent (dont le nom dérive de Venta) qui s'étend sur une partie de l'ancien territoire des Silures au haut Moyen Âge.

## Urbanisme

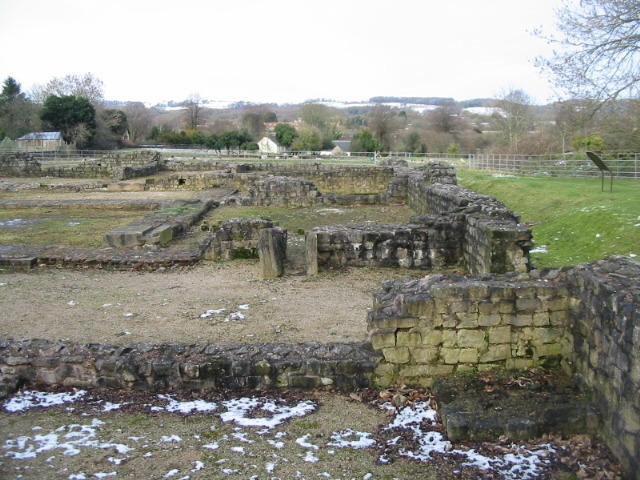
Vestiges du forum et de la basilique.

L'espace compris à l'intérieur de l'enceinte de Venta Silurum, de forme approximativement rectangulaire, est divisé en vingt insulæ (îlots) suivant un plan hippodaméen. Ces îlots sont plus petits et plus densément occupés que dans d'autres cités romaines. Le forum se situe au cœur de la ville, au croisement du cardo maximus et du decumanus maximus. La basilique est juste au nord du forum et les thermes se trouvent en face de ce dernier, de l'autre côté du decumanus maximus.
Une structure de forme ovale mesurant environ 44 mètres sur 37 est située au nord-est du forum ; elle date d'une période tardive de l'histoire de la ville, étant construite par-dessus les vestiges de maisons en pierre. L'hypothèse la plus séduisante en ferait un amphithéâtre, mais l'absence de traces d'un mur extérieur ne permet pas de l'affirmer avec certitude. Il est également possible qu'il s'agisse en fait d'un marché aux bestiaux,.
Venta Silurum compte plusieurs temples. Deux inscriptions retrouvées dans la ville sont des dédicaces à Mars et à une divinité celtique (Lenus pour l'une, Ocelus (en) pour l'autre), ce qui reflète le caractère syncrétique des croyances locales,. L'unique trace du christianisme découverte à Venta Silurum est un chrisme gravé sur un bol en alliage plomb-étain du IVe siècle.

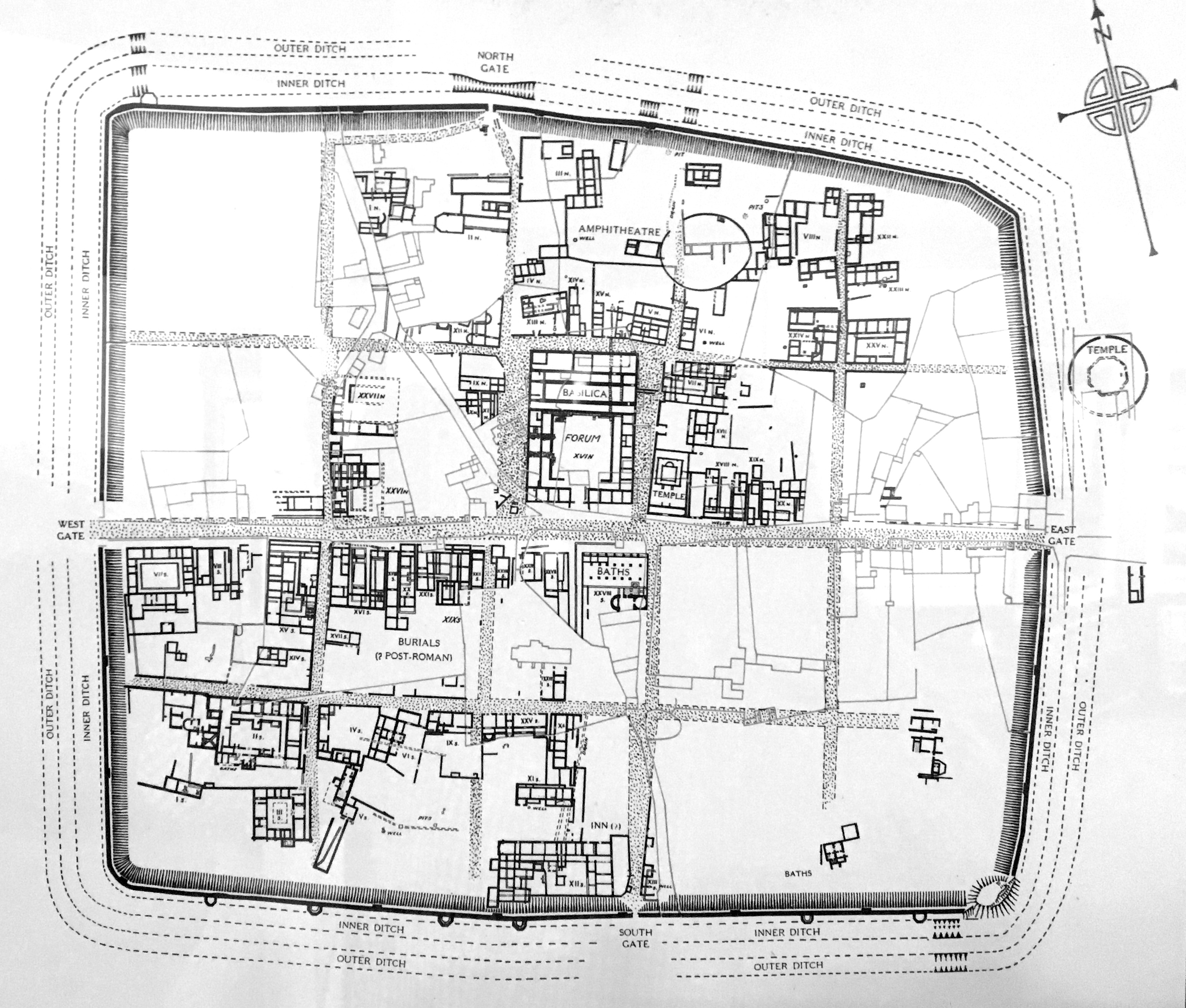
Plan des vestiges romains découverts sur le site de Venta Silurum - la ville prend une forme analogue à celle d'un vaste camp de légion, divisé en axes orthogonaux, bordée par un puissant rempart. Au centre, le quartier du forum reprend l'organisation des principia des officiers de la légion romaine. Le site était muni de thermes, d'un petit amphithéâtre, ainsi que de plusieurs temples urbains et périrurbains.

## Fouilles archéologiques
Une grande campagne de fouilles est organisée à Caerwent entre 1899 et 1913 sous l'égide du Caerwent Exploration Fund. Supervisées par un comité comprenant notamment Alfred Hudd (en) et Thomas Ashby, elles permettent la mise au jour des deux tiers de la cité romaine. Les objets découverts à cette occasion sont offerts au Newport Museum and Art Gallery (en) de Newport. Des fouilles ultérieures, avec des méthodes archéologiques plus raffinées, ont permis d'approfondir et de compléter les résultats de cette première campagne.